# Effet de meute
L'effet de meute, appelé aussi effet de horde, est un comportement observable chez plusieurs espèces d'animaux sociaux par lequel lorsqu'un individu d'un groupe entame une action agressive, le reste du groupe le suit, confortant ainsi son initiative,. 
Chez l'humain, il est un exemple du biais de pensée de groupe à l'origine des phénomènes d'embrigadement idéologique, de propagation des rumeurs, de mode, des mouvements de foule, de harcèlement moral, etc. Esquissé par le psychologue Gustave Le Bon dans son ouvrage sur la Psychologie des foules, il s'appuie sur un effacement de la personnalité consciente de chaque individu au profit de celle du groupe dont il fait partie.

## Études
Il a été observé que les mesures agressives définies collectivement par un groupe dépassent significativement celles que choisirait chacun de ses membres pris séparément. La sensation de cohésion dans le groupe désinhibe le comportement malveillant des individus qui le composent. Par son action propre ou par sa tacite acceptation, chaque membre contribue à en renforcer la violence.
L'effet de meute consubstantiel à l'idée de harcèlement moral en groupe (mobbing), peut conduire à une dépersonnalisation et, dans une forme plus extrême, à une désindividualisation (en) des membres du groupe des harceleurs, les personnes impliquées étant généralement incapables d'expliquer leur participation à ce dernier une fois isolées du groupe, ce qui a été considéré par la justice sud-africaine comme une circonstance atténuante lors de procès pour meurtres,.

## Sur Internet
Sur internet, l'effet de meute se manifeste très souvent par le cyberharcèlement dont les conduites de harcèlement du groupe dénommé ligue du LOL entre 2009 et 2012 ou le cyberharcèlement orchestré par le youtubeur Marvel Fitnesssont des exemples très médiatisés.
L’importance de l’effet de meute sur internet contre des individus accusés publiquement conduit certains auteurs à craindre l’apparition d’un « tribunal numérique », lequel ne présenterait pas les garanties pour la défense que permet la justice pénale, notamment la présomption d’innocence. Cet effet fait partie des critiques adressées au Mouvement #MeToo, et plus généralement à la pratique du name and shame. Ce mécanisme ne serait toutefois bien plus la transposition contemporaine de la pratique du lynchage qu'un phénomène nouveau imputable aux outils numérique.

## En politique
Un effet de meute de la part de commentateurs est parfois noté lors de scandales politiques.
Ainsi, au sujet du suicide de l’ancien Premier ministre français Pierre Bérégovoy intervenu dans un contexte d’accusations de corruption et d’une déroute électorale, le Président de la République déclare le 4 mai 1993 : « Toutes les explications du monde ne justifieront pas qu’on ait pu livrer aux chiens l’honneur d’un homme et finalement sa vie ».
Un possible effet de meute a également été invoqué au sujet de François Fillon dans le contexte de l’affaire éclatée pendant la campagne de l’élection présidentielle française de 2007,. De même, François de Rugy, après sa démission en juillet 2019 faisant suite à des révélations sur des dépenses somptuaires, a fait référence aux propos de François Mitterrand quant au suicide de Pierre Bérégovoy.